# مقاطعة شالوس
مقاطعة شالوس (مازندران) (بالفارسية: شهرستان چالوس) هي منطقة سكنية في إيران وتقع في مازندران يقدر عدد السكان في
مقاطعة شالوس، بـ 119,559 نسمة ومساحتها 1,597.30 كم2 .